# Temple de Minerve (Tébessa)
Pour les articles homonymes, voir Temple de Minerve.
Le Temple de Minerve, est un temple romain situé à Tébessa, en Algérie, dédié à Minerve, déesse de la pensée élevée, de la sagesse, de la stratégie et de l'intelligence. Il se trouve à quelques mètres seulement de la porte de Caracalla, à l’intérieur la citadelle de Salomon.

## Histoire

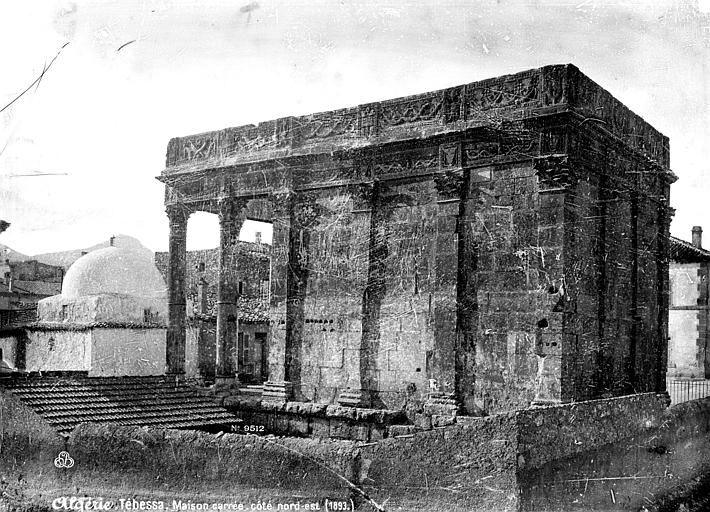
En 1893 par Séraphin-Médéric Mieusement avec la koubba Sidi Djaballah en blanc.

Le temple fût construit de 98 à 117 apr. J.-C. Il est le seul temple antique dans toute l’Algérie qui est toujours debout et bien conservé. Après avoir été transformé en église à l'époque byzantine, en habitation à l'époque ottomane et en prison puis en église, pendant la colonisation française. Ce temple sert actuellement de musée (Musée de Minerve).

## Architecture
Le temple de Minerve est un temple corinthien, qui a quatre colonnes à sa face principale, il est à la fois tétrastyle et prostyle, avec des colonnes en tronc de pyramide engagées dans les murs du sanctuaire, celui-ci était élevé et on y parvenait par un escalier de vingt marches. Il était entouré d'une peribole de seize mètres par vingt-quatre mètres ayant trois ouvertures et une corniche de un mètre trente.

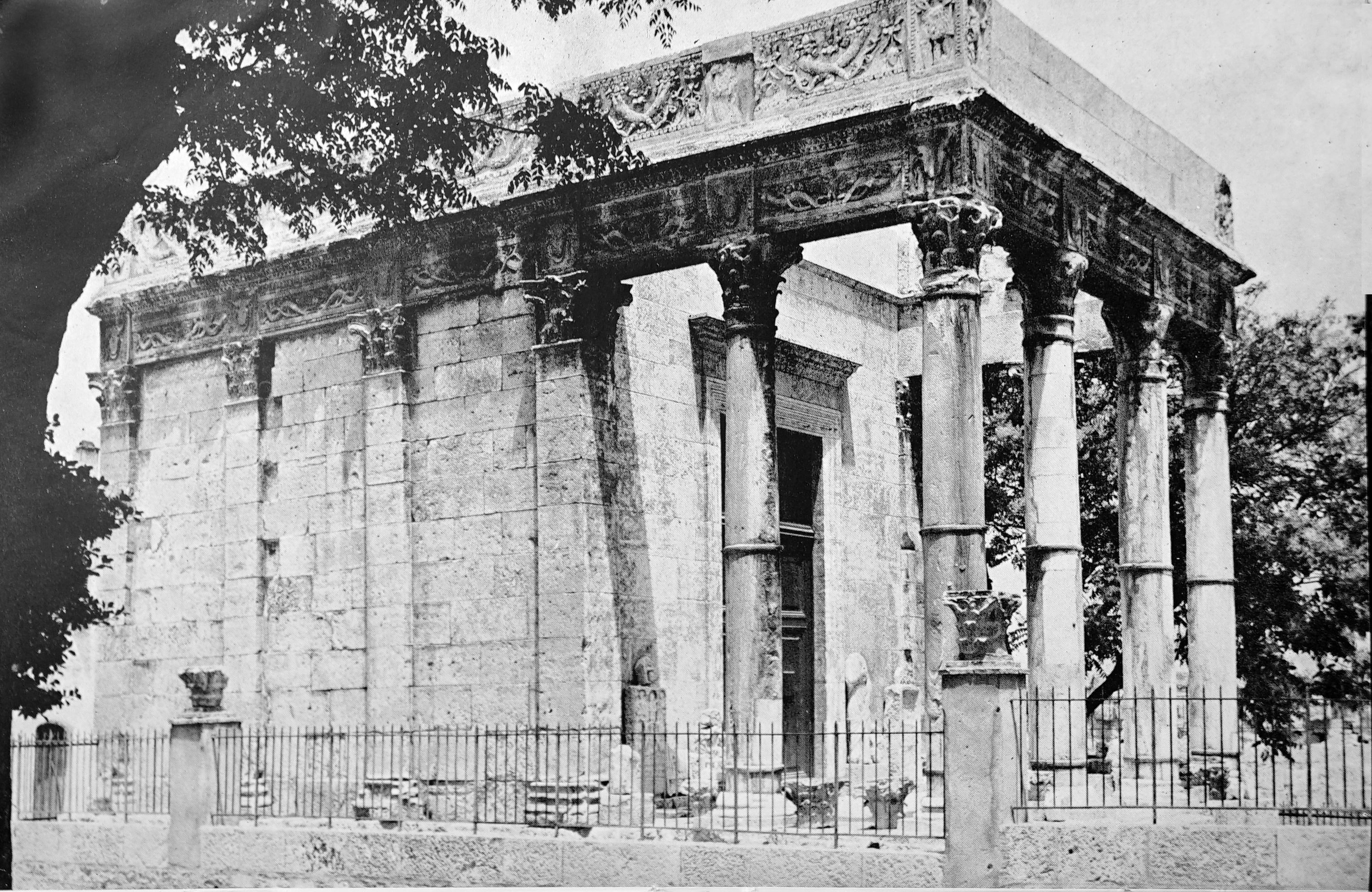
En avant la peribole.

Long de 15 mètres sur 9 de largeur et 9 de hauteur, son ornementation intérieure est des plus simples; la frise extérieure est richement ornée. Les pilastres sont décorés de têtes de béliers et de taureaux avec leurs bandelettes du sacrifice. Alors que ceux de plus grande dimension ont les attributs de Minerve, la chouette aux ailes déployées, accompagnée de deux serpents entrelacés de rameaux d'olivier. A ces motifs s’ajoutent des cornes d’abondance; on voit une tête d’Océan au milieu d’une corbeille de fruits,.

## Galerie d'images

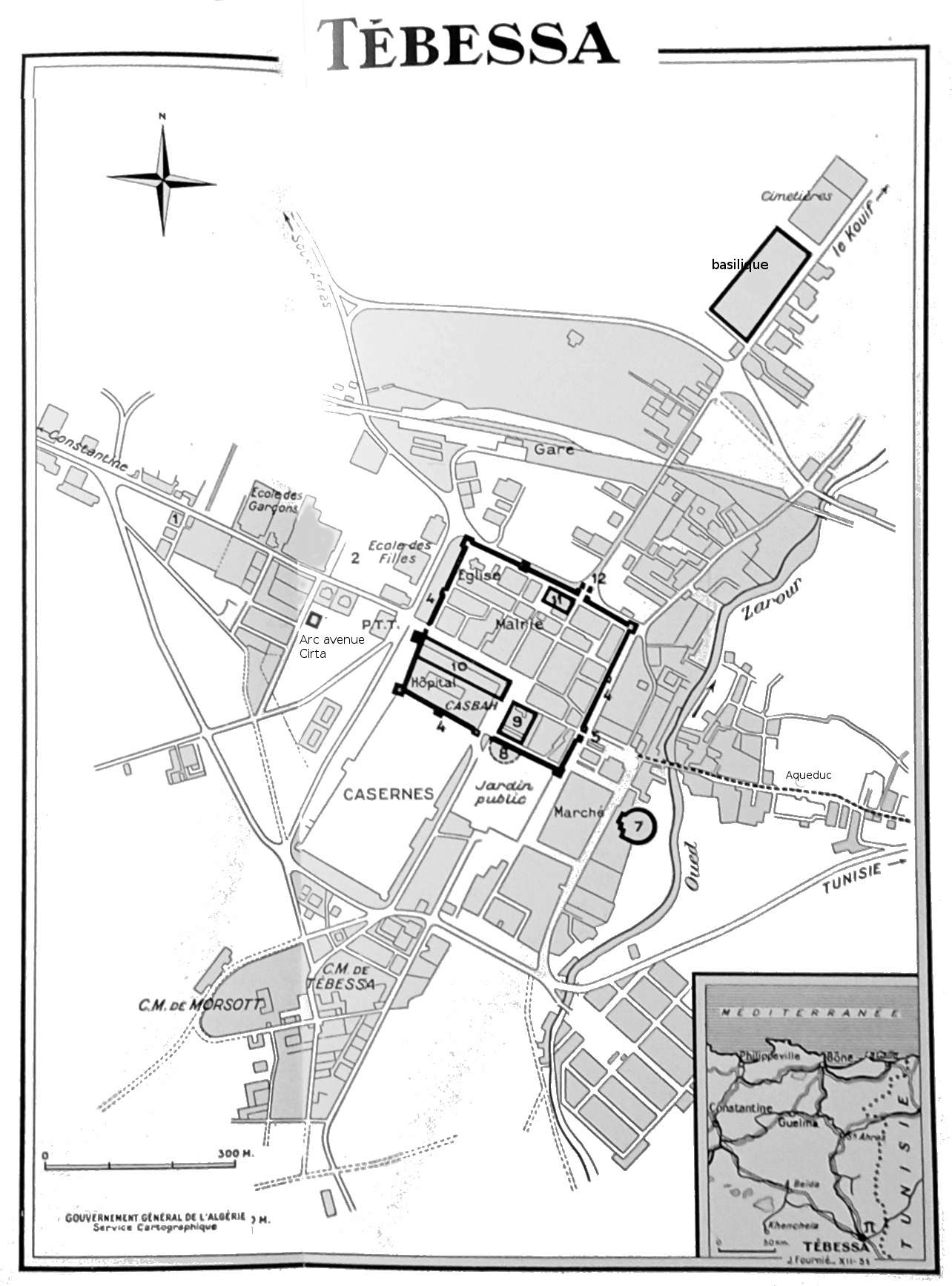
Le temple, 11, à côté de la porte de Caracalla et des remparts, 12.
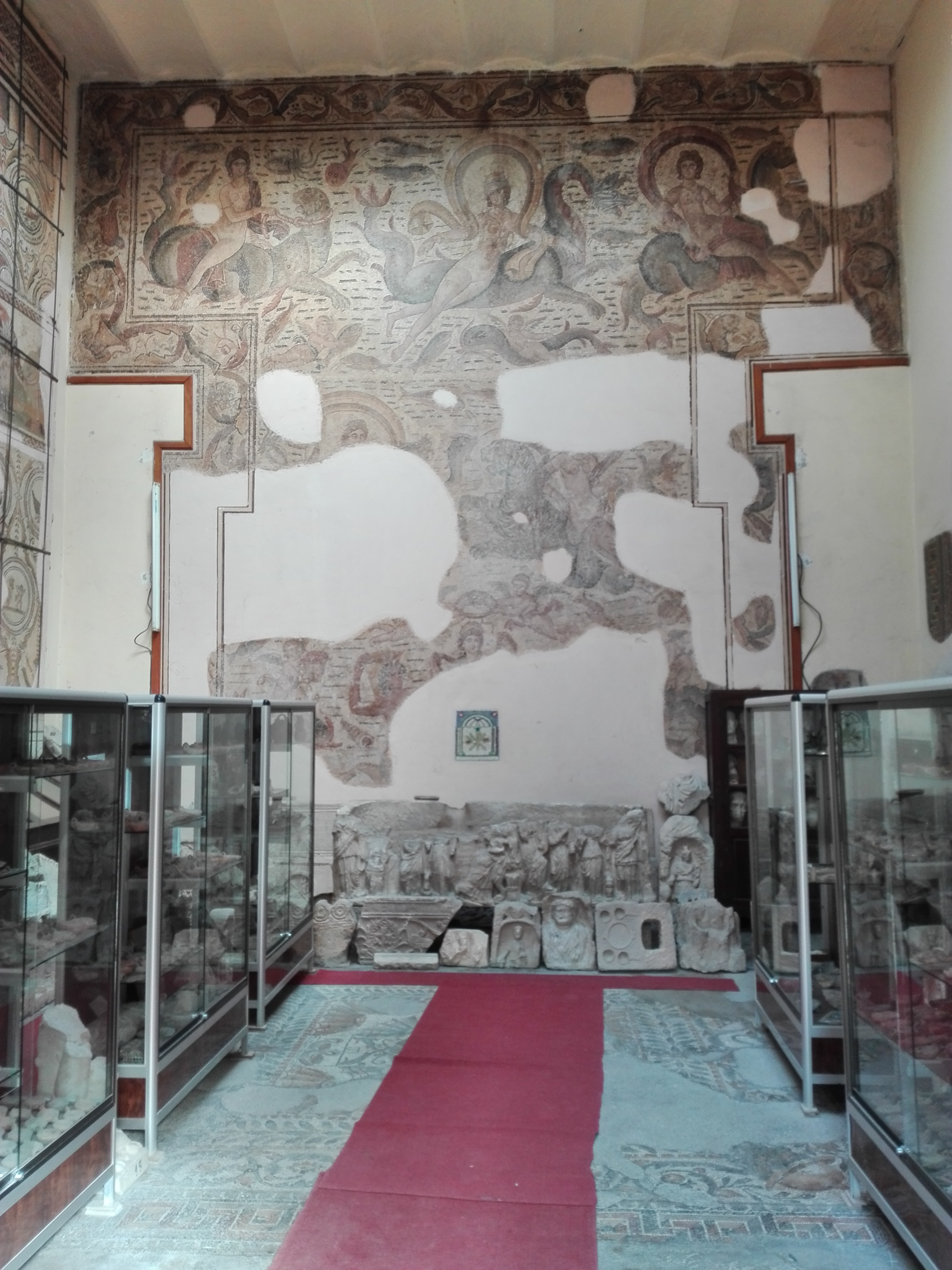
Vue à l'intérieur du Temple.
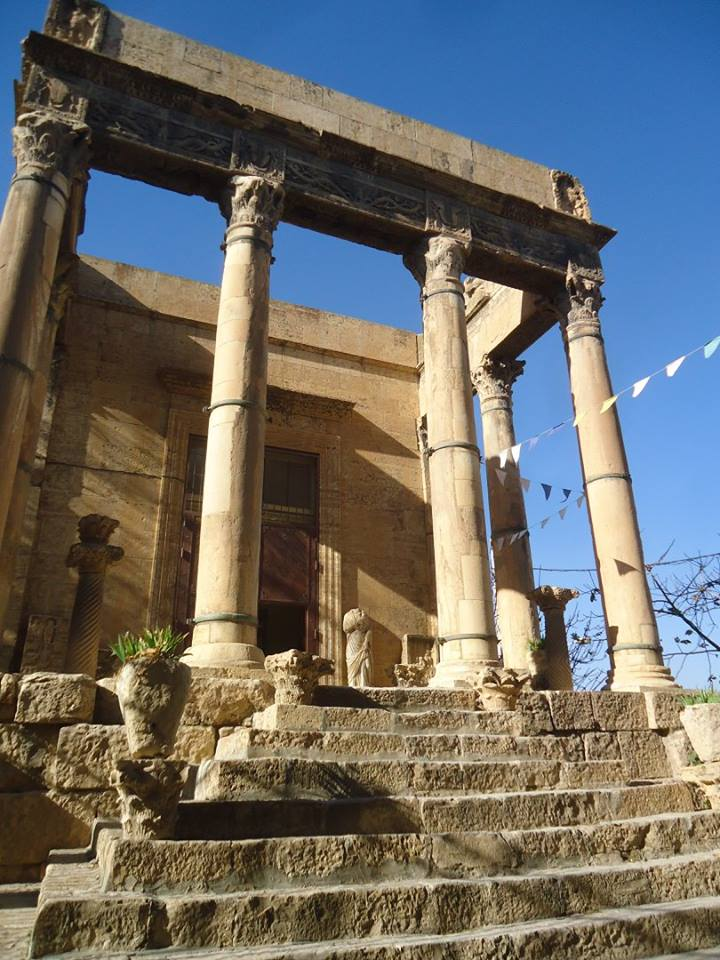
Accès au Temple par les escaliers.
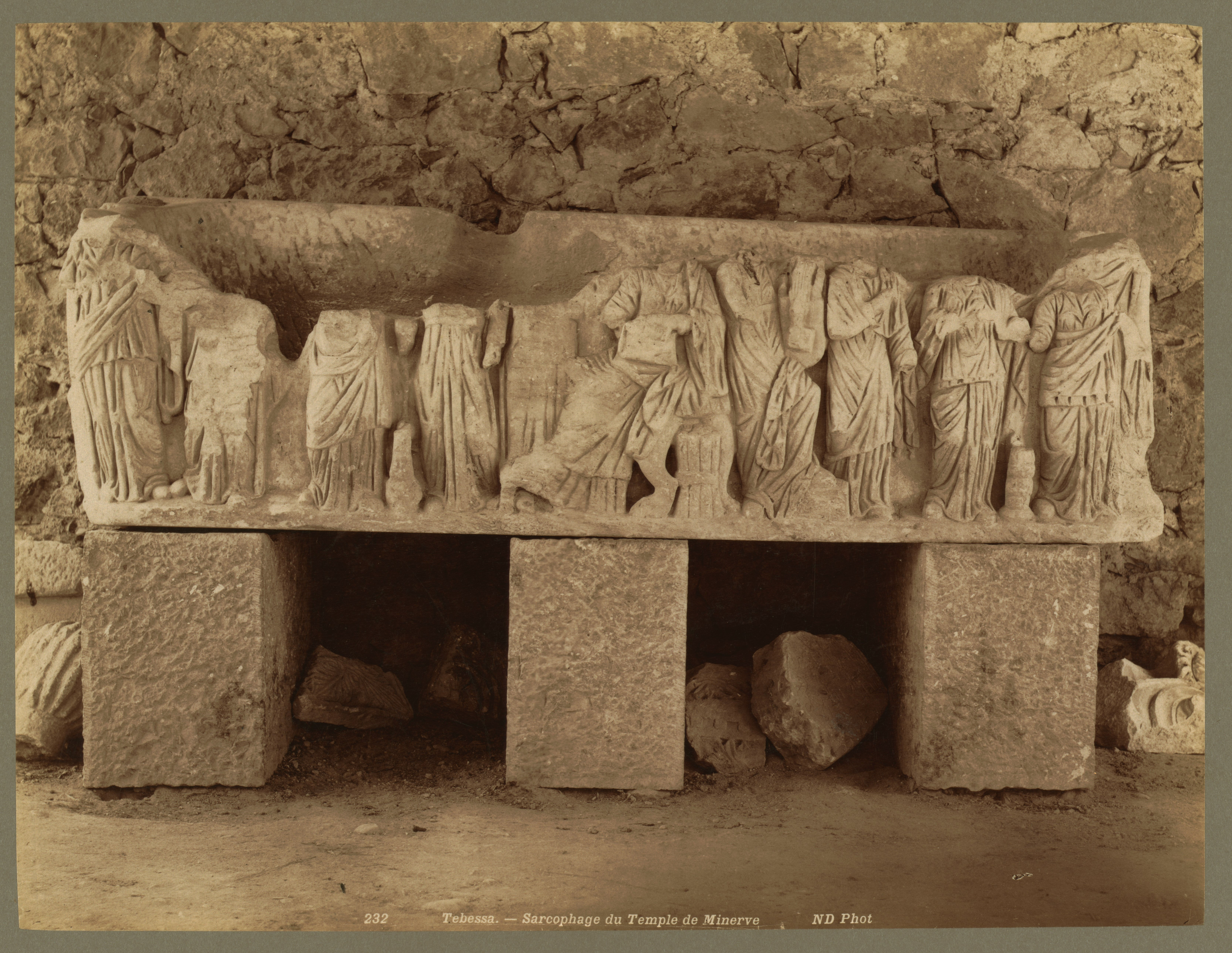
Sarcophage des muses du Temple.
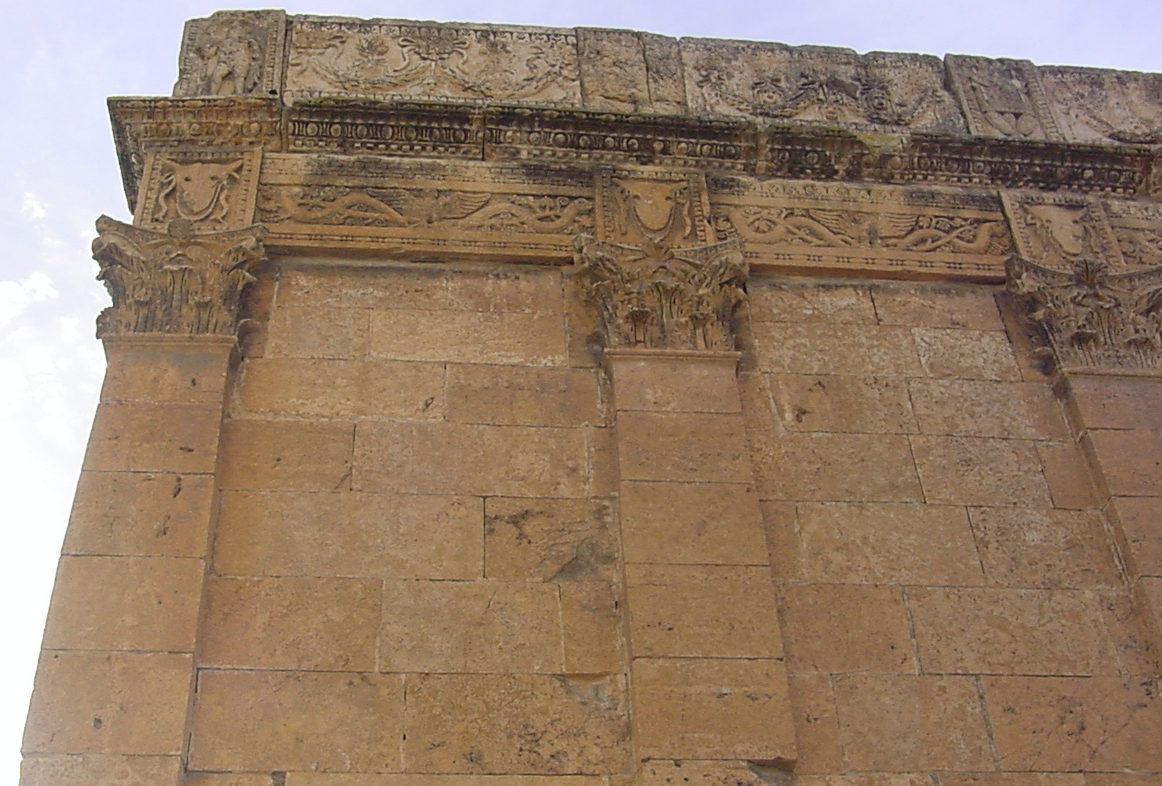
Décorations sur les murs du Temple.
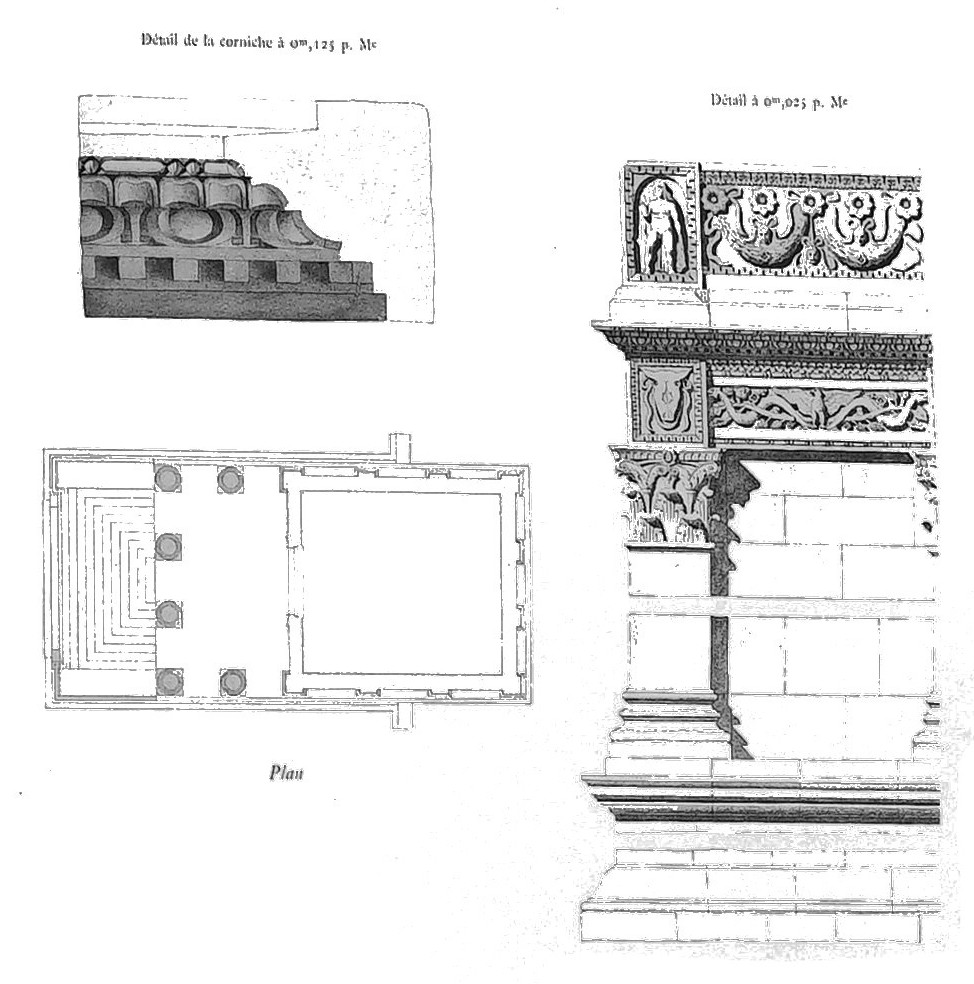
Détails.
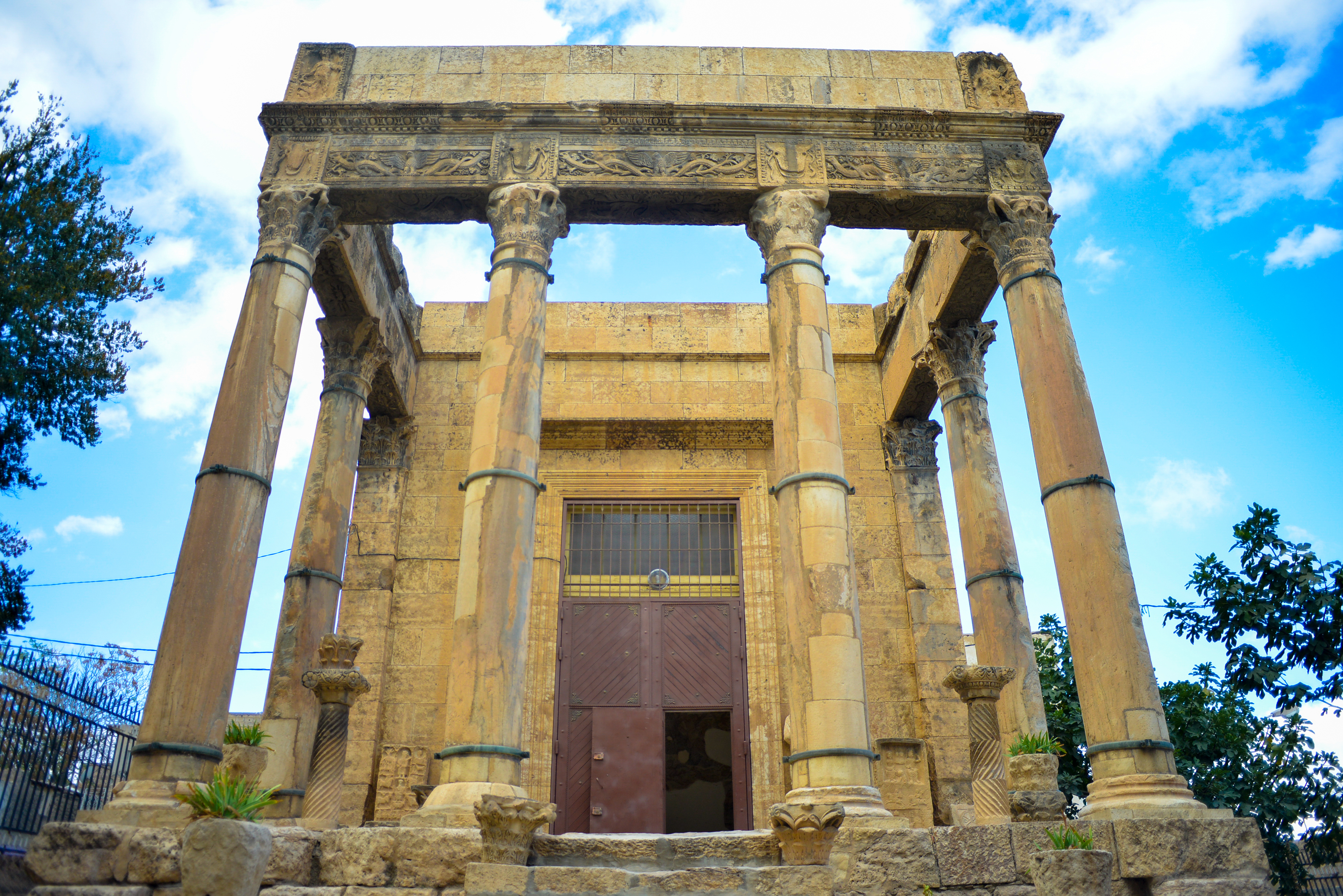
Entrée principale du temple.